# Helicolenus fedorovi
Helicolenus fedorovi är en fiskart som beskrevs av Barsukov, 1973. Helicolenus fedorovi ingår i släktet Helicolenus och familjen kungsfiskar. Inga underarter finns listade i Catalogue of Life.